# Giansandro Rudan
Giansandro Rudan (Rovinj, 23. siječnja 1953. ), hrvatski plivač. Natjecao se za Jugoslaviju.
Natjecao se na Olimpijskim igrama 1972. Nastupio je u prednatjecanju na 100 i 200 metara, slobodnim stilom.
Na Mediteranskim igrama 1971. osvojio je brončane medalje u štafetama 4 x 100 metara i 4 x 200 metara, slobodno. Na MI 1975. osvojio je srebro na 200 metara slobodno.
Bio je član rovinjskog Delfina.